# Ophiopogon
Ophiopogon är ett släkte av sparrisväxter. Ophiopogon ingår i familjen sparrisväxter.

## Bildgalleri

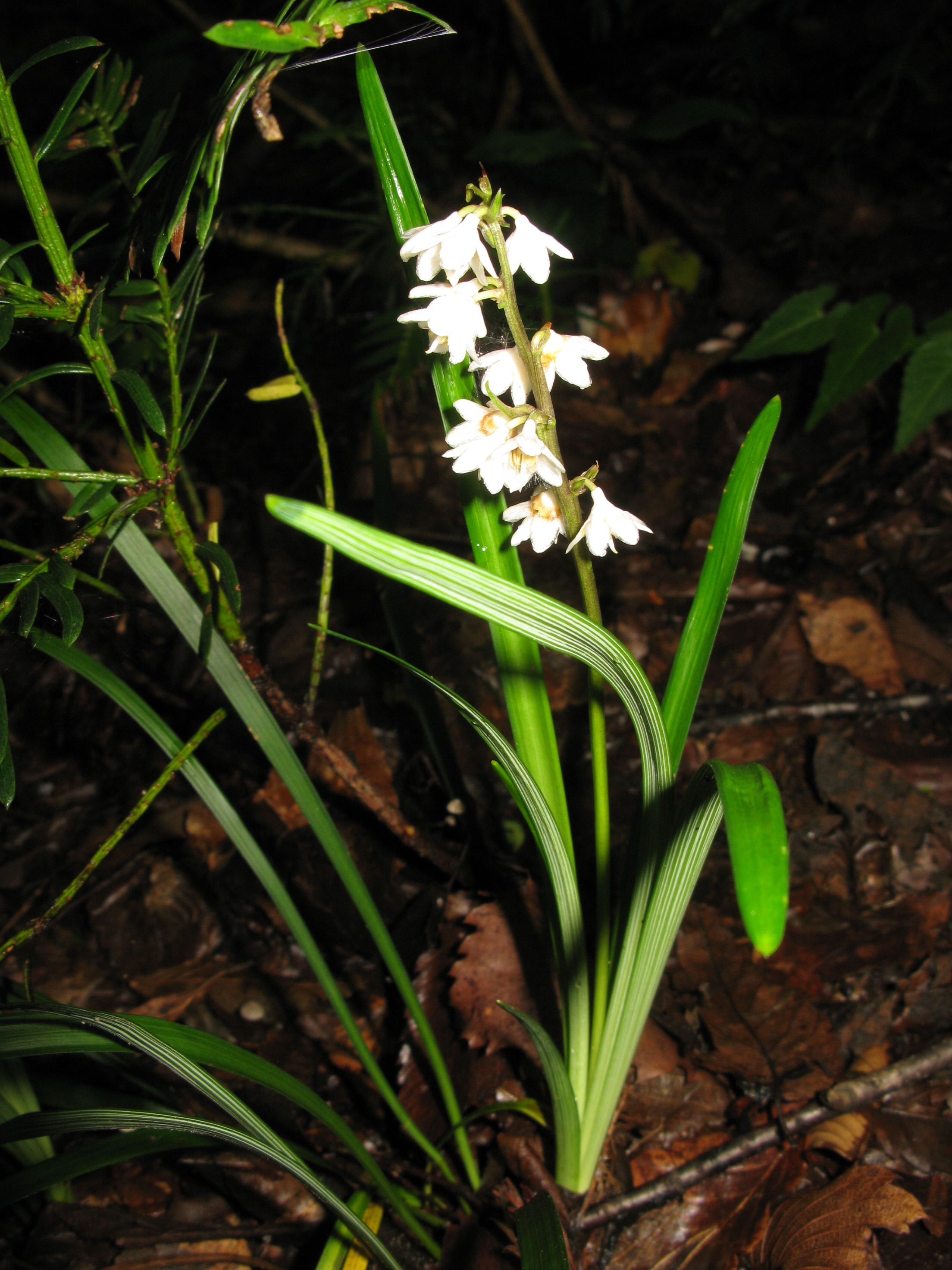

## Dottertaxa tillOphiopogon, i alfabetisk ordning[1]
- Ophiopogon acerobracteatus
- Ophiopogon albimarginatus
- Ophiopogon amblyphyllus
- Ophiopogon angustifoliatus
- Ophiopogon bockianus
- Ophiopogon bodinieri
- Ophiopogon brevipes
- Ophiopogon caulescens
- Ophiopogon chingii
- Ophiopogon clarkei
- Ophiopogon clavatus
- Ophiopogon confertifolius
- Ophiopogon cordylinoides
- Ophiopogon corifolius
- Ophiopogon dracaenoides
- Ophiopogon filipes
- Ophiopogon fooningensis
- Ophiopogon grandis
- Ophiopogon heterandrus
- Ophiopogon hongjiangensis
- Ophiopogon humilis
- Ophiopogon intermedius
- Ophiopogon jaburan
- Ophiopogon japonicus
- Ophiopogon jiangchengensis
- Ophiopogon kradungensis
- Ophiopogon latifolius
- Ophiopogon leptophyllus
- Ophiopogon longifolius
- Ophiopogon lushuiensis
- Ophiopogon mairei
- Ophiopogon malcolmsonii
- Ophiopogon marmoratus
- Ophiopogon megalanthus
- Ophiopogon menglianensis
- Ophiopogon micranthus
- Ophiopogon motouensis
- Ophiopogon multiflorus
- Ophiopogon ogisui
- Ophiopogon paniculatus
- Ophiopogon peliosanthoides
- Ophiopogon pierrei
- Ophiopogon pingbienensis
- Ophiopogon planiscapus
- Ophiopogon platyphyllus
- Ophiopogon pseudotonkinensis
- Ophiopogon regnieri
- Ophiopogon reptans
- Ophiopogon reversus
- Ophiopogon revolutus
- Ophiopogon sar-garhwalensis
- Ophiopogon sarmentosus
- Ophiopogon siamensis
- Ophiopogon sinensis
- Ophiopogon sparsiflorus
- Ophiopogon stenophyllus
- Ophiopogon subverticillatus
- Ophiopogon sylvicola
- Ophiopogon szechuanensis
- Ophiopogon tienensis
- Ophiopogon tonkinensis
- Ophiopogon tsaii
- Ophiopogon umbraticola
- Ophiopogon vietnamensis
- Ophiopogon xylorrhizus
- Ophiopogon yunnanensis
- Ophiopogon zingiberaceus